# Pôle Europe
Le Pôle Europe est un vaste parc d'activité commerciale (PAC) situé dans la commune française de Mont-Saint-Martin, dans le département de Meurthe-et-Moselle. Il est divisé en 5 zones dont 3 déjà en activité. Les zones appartiennent au groupe Ceetrus.
Cette construction intervient après la fermeture de l'ancien hypermarché Auchan, situé dans la rue Alfred Labbé, qui était difficile d'accès et n'était plus aux normes de sécurité.

## Histoire du site

### L'époque Daewoo
L'usine de Daewoo-Orion s’installe en juin 1995 à Mont-Saint-Martin et assemble des tubes cathodiques, envoyés par la suite dans toute l’Europe.
En 1998, le groupe Daewoo décide d'un vaste plan de restructuration devant conduire à la fermeture de 32 de ses 47 usines dans le monde au fil d'une succession de plans sociaux. Les trois usines lorraines, employant 1 200 salariés, en font partie. Il s'agit de l'usine de Villers-la-Montagne, l'usine de Fameck et l'usine de Mont-Saint-Martin située sur le site du l’actuel Pôle Europe.
Après la fermeture de l'usine de Daewoo de Mont-Saint-Martin, un important incendie s'y est déclaré le 23 janvier 2003 et a détruit une grande partie de cette dernière.

## Le projet Pôle Europe

### Centre commercial Auchan
Le centre commercial Auchan avec ses 60 boutiques et son hypermarché a été la première partie à ouvrir en 2003.
Le bâtiment a subi un agrandissement au niveau de la galerie marchande et de la surface de l'hypermarché en 2016 en accueillant 25 nouvelles boutiques et avec la création d'un parking couvert sur deux étages.

#### Les chiffres clés
- Surface hypermarché : 13 000 m2
- Surface locative de la galerie : 11 790 m2
- Nombre de boutiques : 60
- Nombre de places de stationnement : 5400
- Nombre de grandes surfaces sur le PAC : 2
- Nombre de visiteurs annuels : 5,8 millions en 2015

### Parc Les Trois Frontières

Logo du Parc Les Trois Frontières

Le parc de magasins « Les Trois Frontières » est installé directement sur le site de l'ancienne usine Daewoo, il compte près de 18 magasins.
En 2010 s'ouvrent 3 nouveaux restaurants: KFC, Quick et La Criée, agrandissant cette zone .
Le 28 février 2011, un incendie ravage le magasin La Halle! situé au centre du parc,.

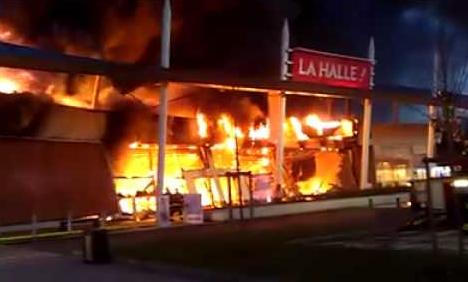
Le magasin La Halle! en feu

### PAC 2: Conforama
Ouvert quelques années après le parc des trois frontières, le deuxième parc d'activité commerciale a été construit en plusieurs étapes.
- Construction du magasin d’ameublement Conforama.
- Construction de la première ligne de 4 magasins.
- Depuis 2012, une seconde ligne de magasins à la limite de la frontière belge

### Agrandissement futur

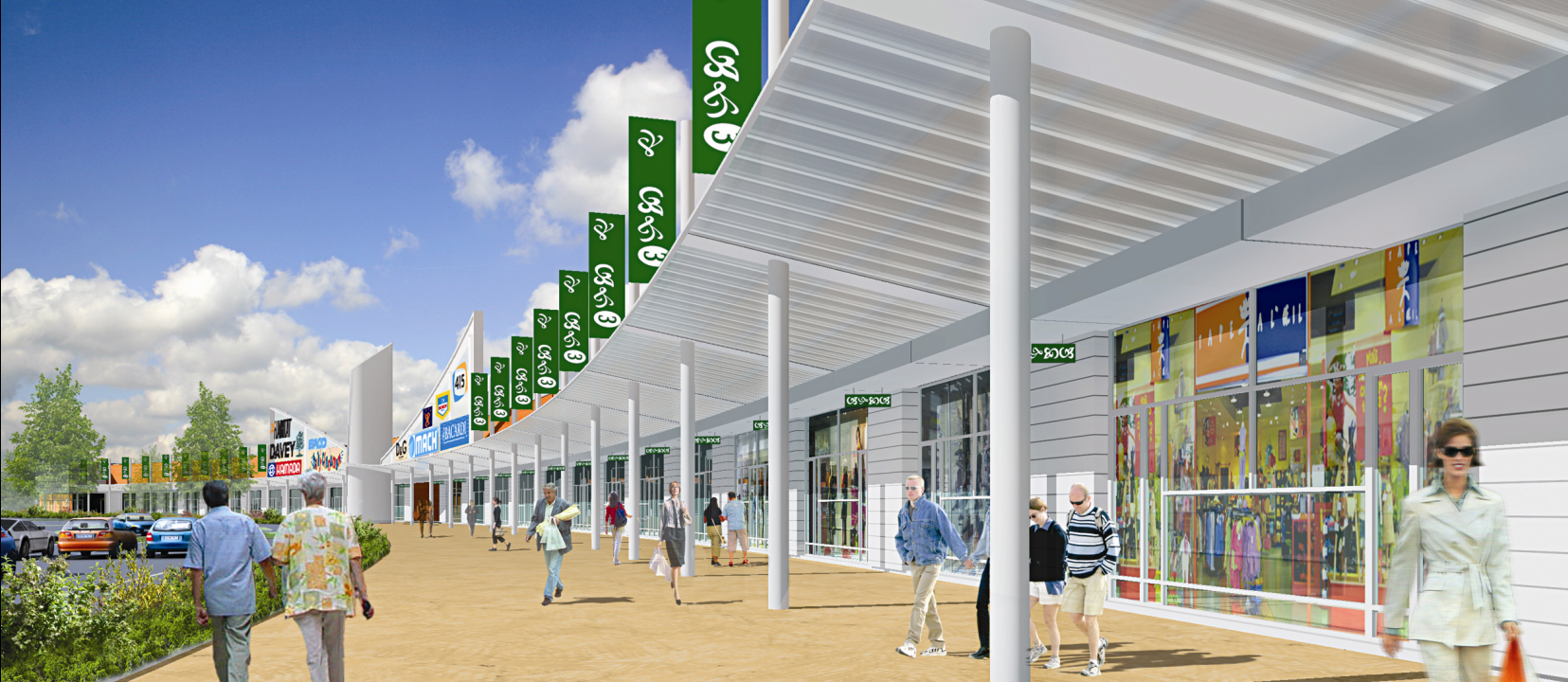
Le projet de PAC 3

De futurs projets de PAC 3 et PAC 4 sont annoncés.
Le PAC 3 sera installé sur l'ancien site de l'usine d'enrobé qui a été transféré en 2012 à Lexy.
Le PAC 4 quant à lui prendra place à côté du magasin Conforama.

## Accès

### Accès routier
L'accès aux zones est disponible via la RN52, ainsi que de multiples accès via la France, la Belgique et le Luxembourg.
Transport du Grand Longwy (bus): Ligne A, D et Super Navette.